# Patapios z Théb
Patapios z Théb (fl. 4. stol. n. l.) je patronem nemocných vodnatelností. Památka svatého Patapia se slaví 8. prosince (hlavní slavnost; 21. prosince dle gregoriánského kalendáře) a také v úterý 2 dny po Velikonoční neděli (na památku dne, kdy byla objevena jeho relikvie). Jeho relikvie je uchovávána v ženském klášteře svatého Patapia v Loutraki, lázeňském městě nedaleko Athén v Řecku.

## Životopis
Patapios se narodil okolo roku 600 L.P. v Thébách v římském Egyptě bohatým křesťanským rodičům. V mládí žil Patapios poustevnickým životem na poušti. Mnozí ho navštěvovali, aby si od něj nechali poradit a poslouchali jeho kázání. Později Patapios opustil Théby a poušť a odešel do Konstantinopole. Tam se setkal s dalšími dvěma askety, Varasem a Ravoulasem, kteří se oba stali svatými. Svatý Ravoulas byl poustevníkem u brány svatého Romana. Svatý Varas vybudoval monastýr svatého Jana Křtitele v konstantinopolské čtvrti Petrion.
Patapios žil v oblasti Blachernae na Xero Oros (Suchá hora), kde založil monastýr Egypťanů a kde ve svatosti zemřel. Jeho životopis sepsal svatý Ondřej Krétský (svátek 4. červenec), který působil jako jáhen v chrámu Boží Moudrosti v Konstantinopoli a kolem r. 700 L.P. byl jmenován biskupem Gortyny na Krétě.

## Uctívání jeho relikvií
Patapiovu relikvii po zničení monastýru Egypťanů v roce 536 n. l. přenesl svatý Varas do monastýru svatého Jana v Petrionu, který byl v posledních staletích Byzantské říše pod ochranou královské rodiny Palaiologů a zejména Augusty Heleny Dragaš, matky posledního byzantského císaře Konstantina XI Palaiologa, která se stala řeholnicí a světicí pod řeholním jménem svatá Hypomone ("trpělivost").
Po dobytí Konstantinopole Osmanskou říší v roce 1453 přenesl Aggelis Notaras, příbuzný císařů z rodu Palailogos a synovec Augusty Heleny, relikvii svatého Patapia na horu Geraneia v jižním Řecku poblíž města Thermai (Loutraki), aby ji ochránil před Osmanskou říší. Tam ji ukryl v jeskyni a byla zde zřízena poustevna, která však byla o několik století později opuštěna. Je třeba zmínit, že jeskyně, kam byla relikvie svatého Patapia přenesena, skutečně fungovala jako poustevna již od 11. století našeho letopočtu. Nachází se ve výšce 650 metrů (2132 stop).

### Objevení jeskyně a založení kláštera
Přičiněním otce Nektária Marmarinose (vlastním jménem Kyriakos) byl klášter, zasvěcený svatému Patapiovi z Théb, založen v roce 1952 Prokopiosem, korintským metropolitou, kolem jeskyně, kde byly v roce 1904 otcem Konstantinem Sosanisem nalezeny Patapiovy relikvie. Světcovy ostatky byly uloženy pod dlaždicemi a velkými listy, aby chránily jeho tělo před vlhkostí, a vyzařovaly sladkou vůni. Na relikvii byl svitek s Patapiovým jménem, velký dřevěný kříž a několik byzantských mincí.
V jeskyni je dnes svatyně a sakristie vytesaná ve skále. Najdeme ji severozápadně od katholikonu kláštera a svatá relikvie je uložena ve zvláštní dřevěné konstrukci v zadní části jeskyně. Uvnitř jeskyně se nacházejí také byzantské nástěnné malby ze 13. století se třemi významnými postavami: svatého Patapia, svaté Hypomony a svatého Nikona.
První abatyší monastýru byla v roce 1952 sestra Synglitiki. Při zakládání a budování monastýru pomáhala sestra Patapia. Matkou představenou byla od roku 1963 do roku 1970, kdy ze zdravotních důvodů rezignovala. Další a současnou matkou představenou je sestra Isidora.
Otec Nektarios monastýr stále navštěvuje. Do jeho bohaté křesťanské činnosti spadá založení dalších monastýrů jako je mužský monastýr Tři hierarchové (u vesnice Perachora) a letní tábor pro děti (zvaný Betlém). Zřídil také ženský pečovatelský dům v Loutraki (kde jeptišky slouží starším ženám). Dnes je stařec Nektarios na odpočinku. Od korintské církve, jejímž byl kancléřem, obdržel řadu ocenění. I dnes, ač ve vysokém věku, každou neděli v Korintu dělá dokonce přednášky o křesťanském obsahu a nedělní školu.
Chrám v monastýru je zasvěcený Panně Marii a v jeho středu se nachází Matka Boží k uctívání, kde je také uložena relikvie lebky svaté Hypomoni a část kyčelní kosti svatého Nikona.
Součástí monastýru jsou ubytovny, cely pro 40 jeptišek, hřbitov s kaplí sv. Marie Egyptské a katholikon Nejsvětější Trojice. V neposlední řadě se zde nachází výstavní místnost pro návštěvníky. Vedle kostela se nachází jeskyně svatého Patapia, kde je uchována jeho svatá relikvie, přikrytá rouchem (které se každý rok mění v den, kdy se slaví svátek světce). V jeskyni se nacházejí byzantské ikony (včetně sv. Patapia a sv. Hypomoni) od neznámého autora, které byly namalovány pravděpodobně v 15. století. Mnozí návštěvníci si z jeskyně odnášejí jako jediný amulet kousek bavlnky napuštěné svatým olejem (ze zavěšeného oleje – lampy hořící v jeskyni světce) a také si berou svěcenou vodu z pramene přilehlého k jeskyni.

## Zázraky
Svatý Patapios je známý svými zázraky, které konal v minulosti a koná i dnes a které jsou podrobně zaznamenány v historických archivech monastýru, v němž se nachází rozsáhlá knihovna.

## Galerie

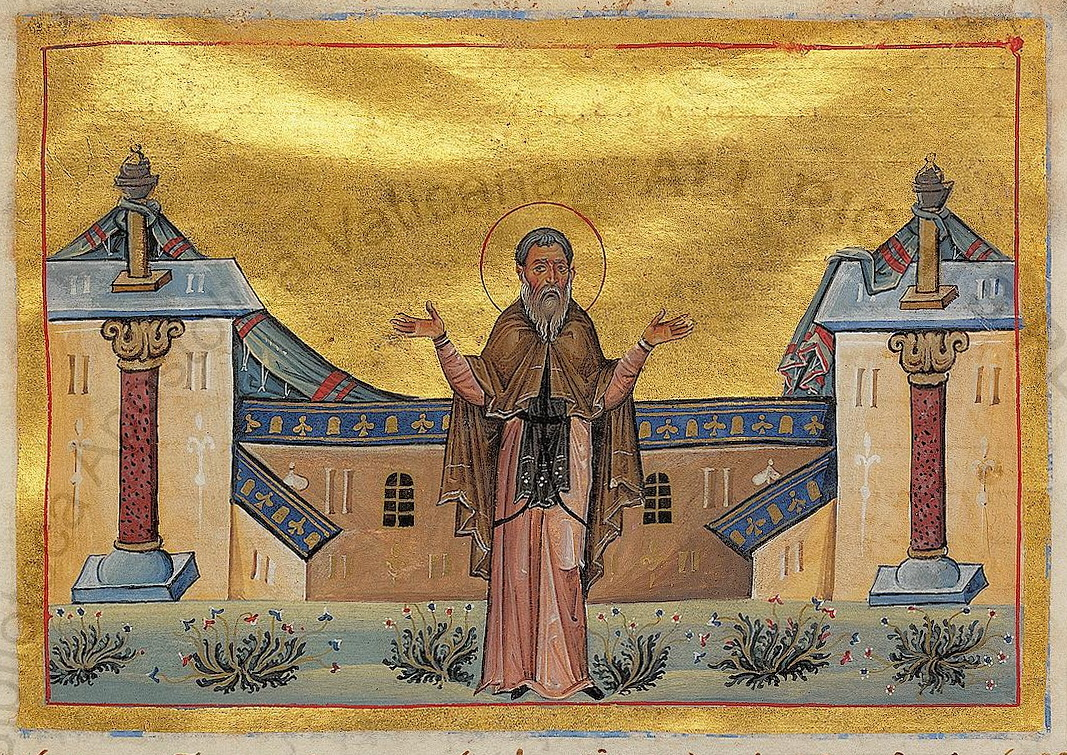
Svatý Patapios z Théb, Menologion Basila II.
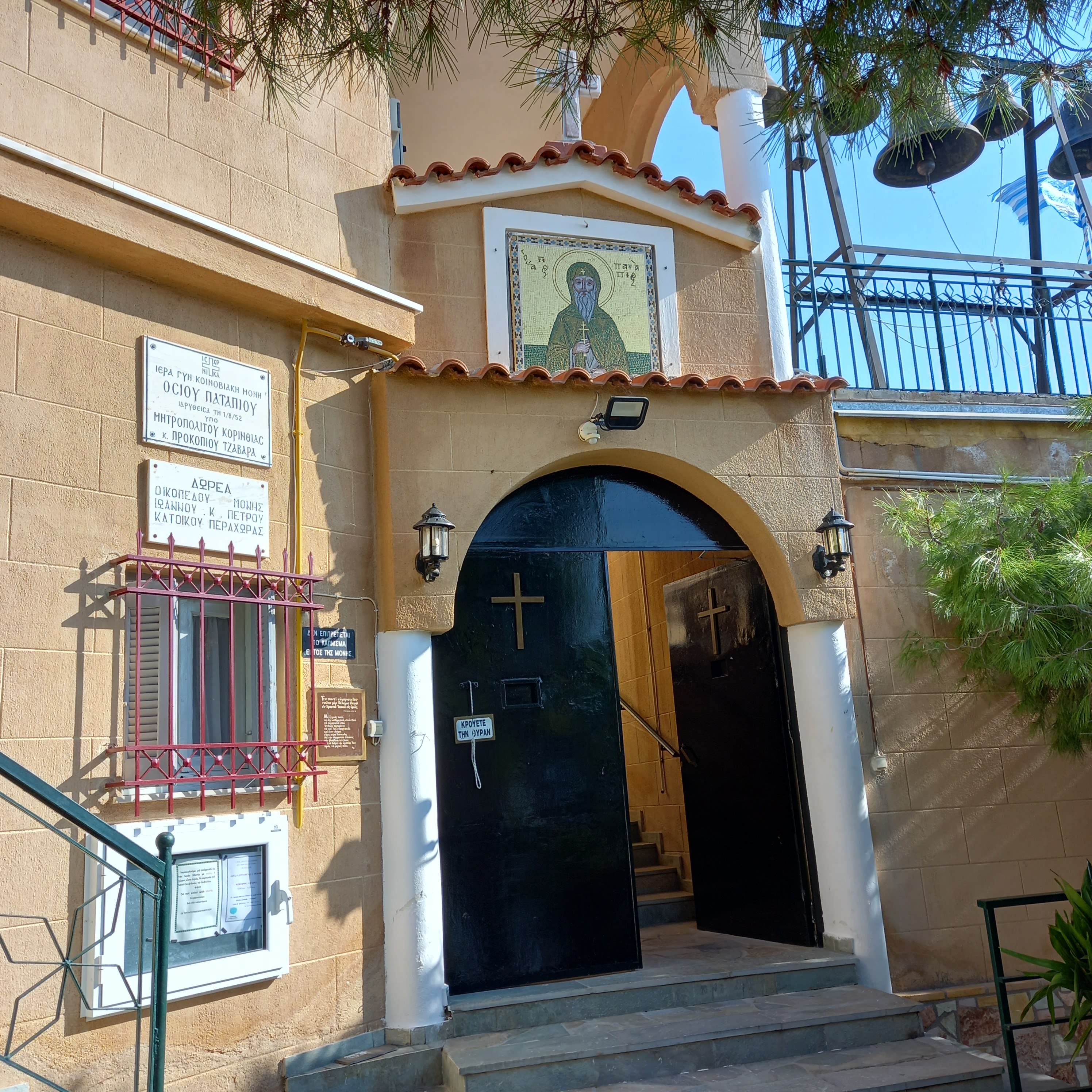
Hlavní vchod do monastýru sv. Patapia, listopad 2022
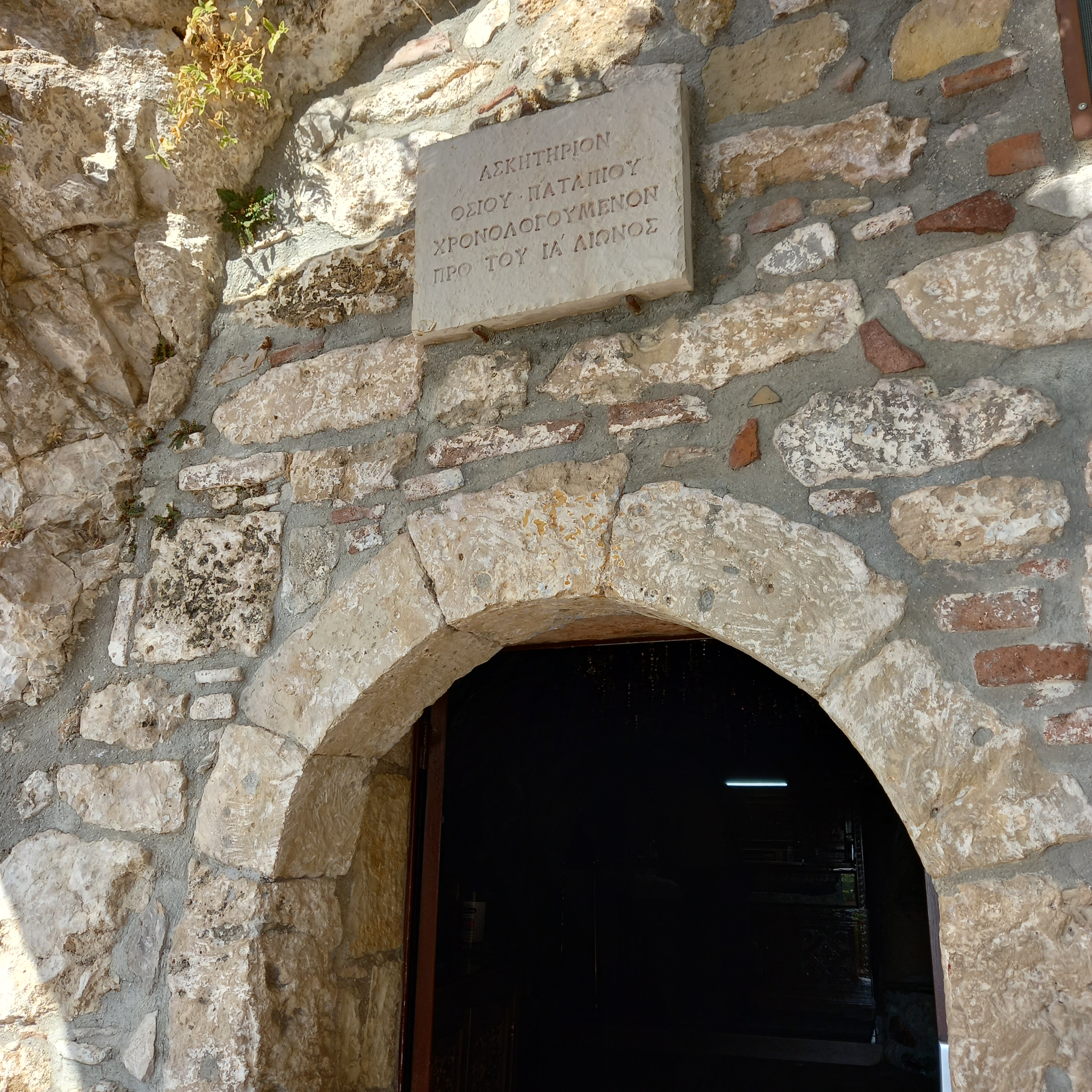
Vchod do jeskyně sv. Patapia, listopad 2022
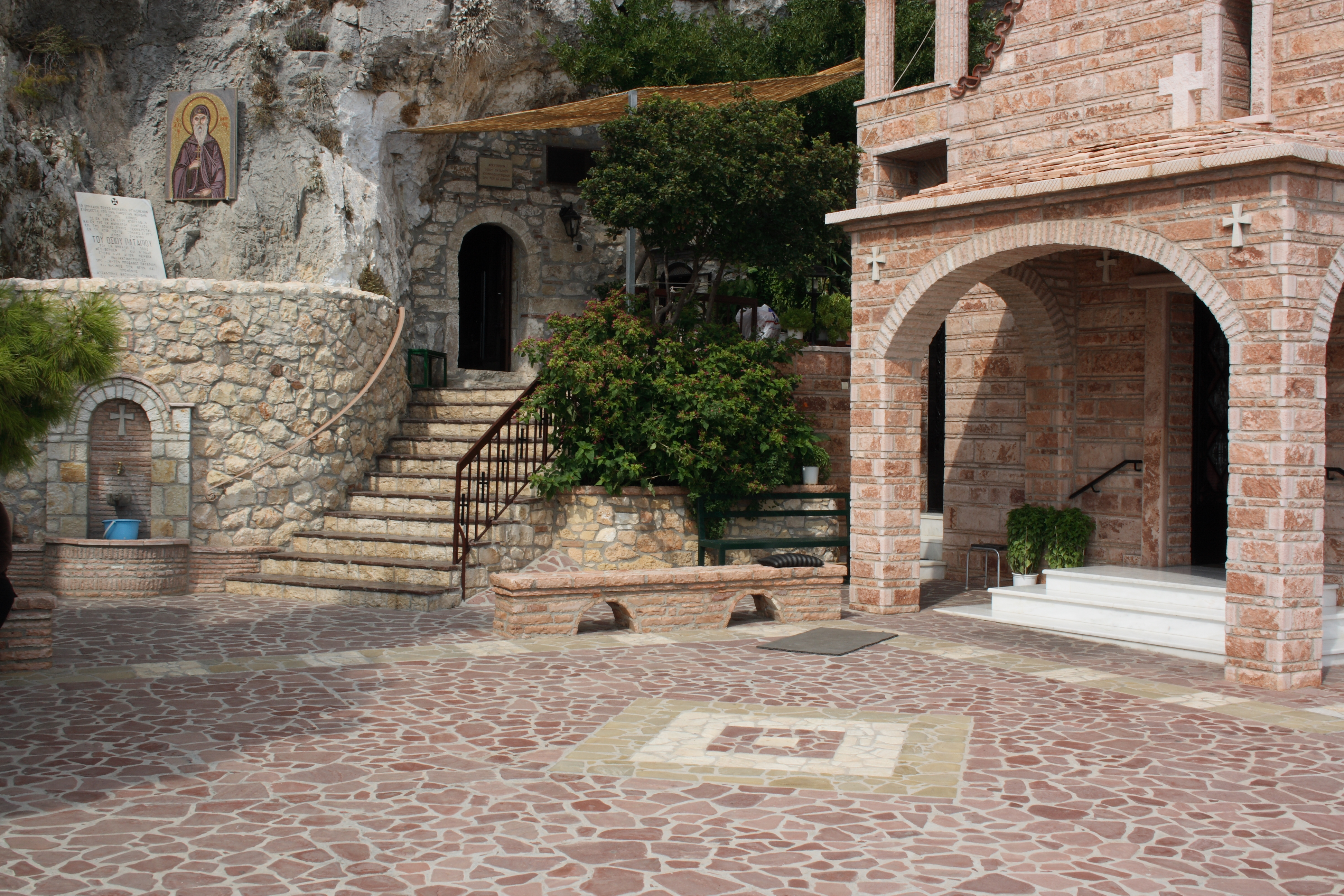
Pohled z jeskynního vchodu k chrámu (vpravo)
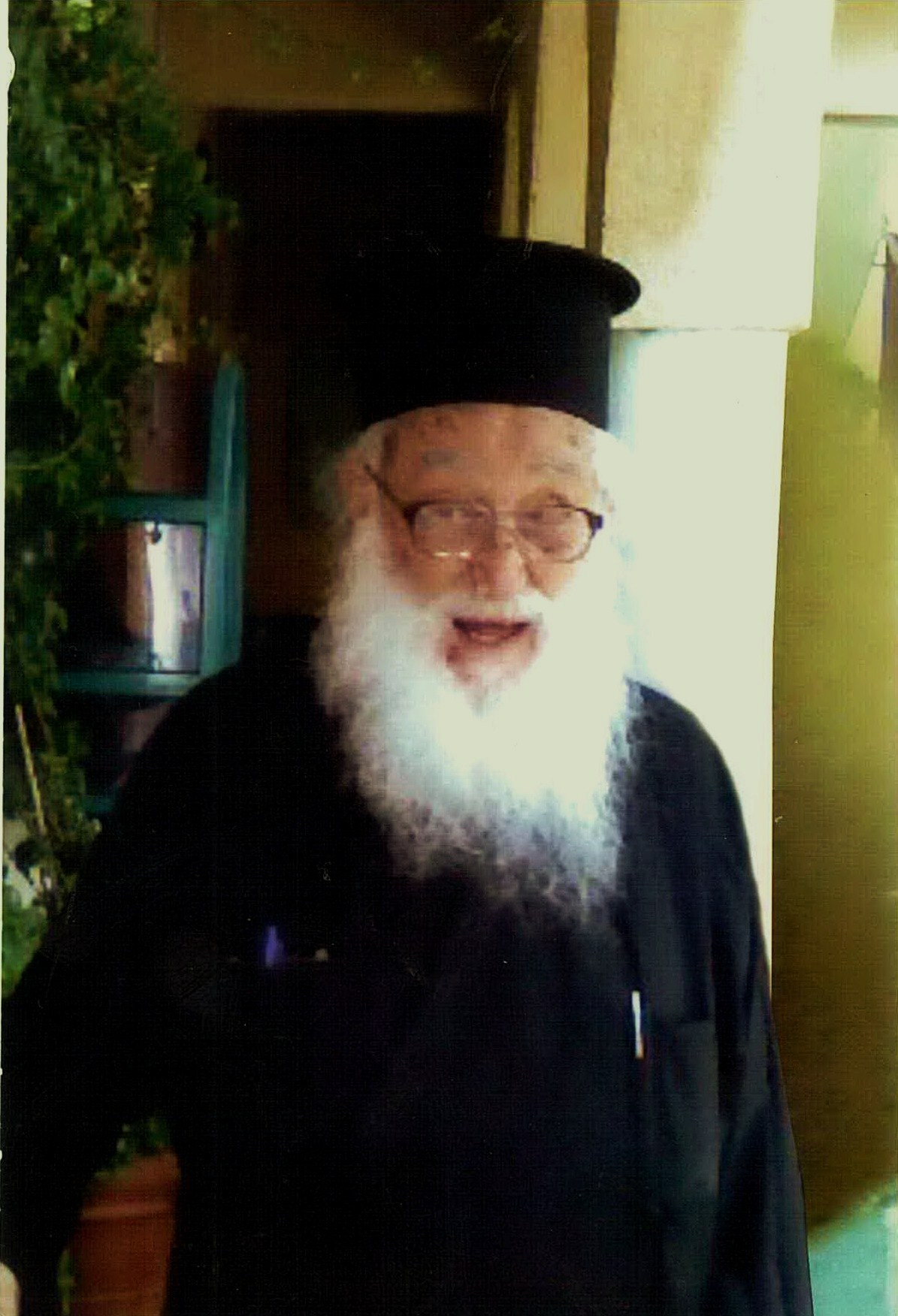
Otec Nektarios
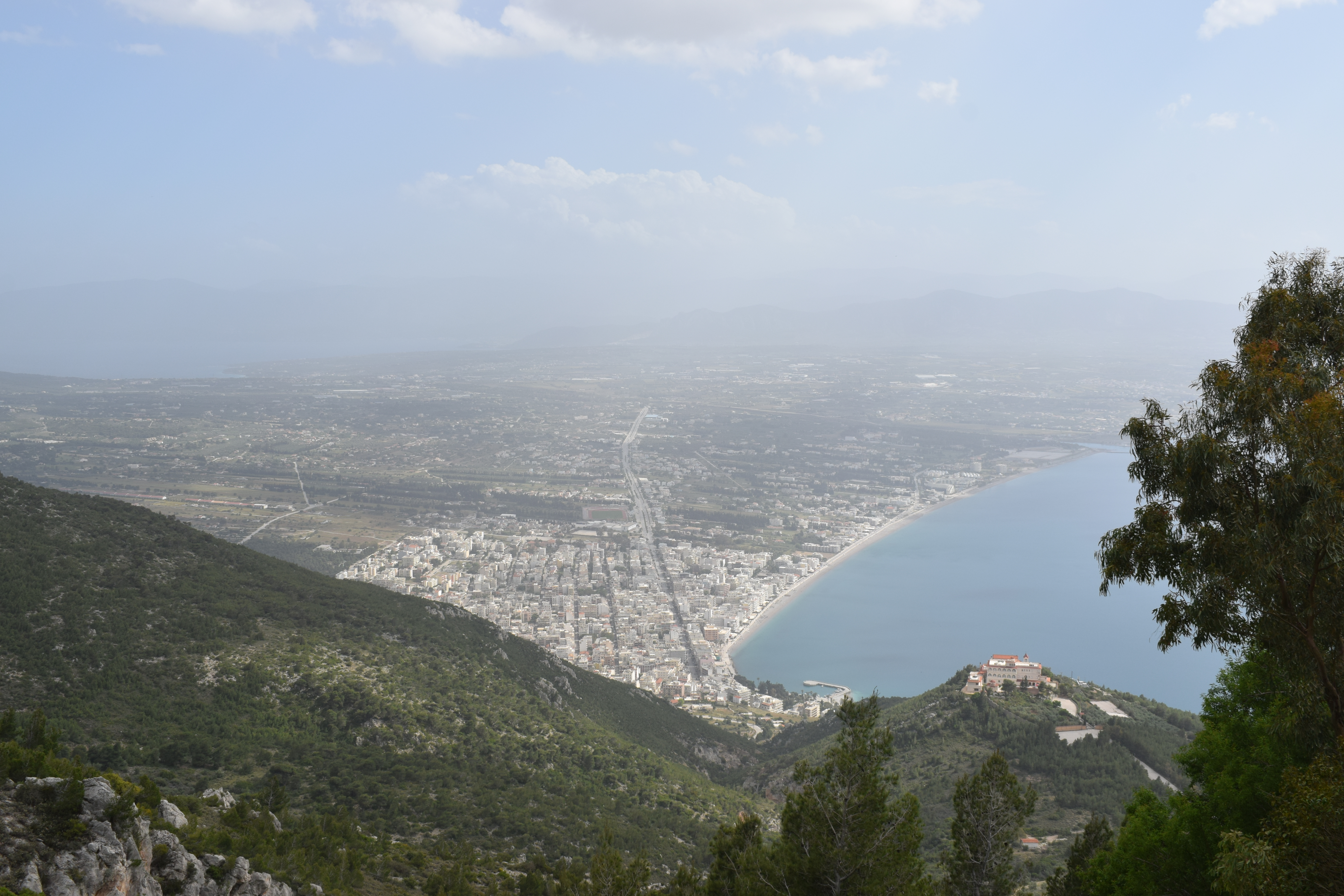
Pohled na monastýr svatého Patapia (Moni Agiou Patapiou) v kopcích nad Loutraki (Korintský záliv, Řecko)
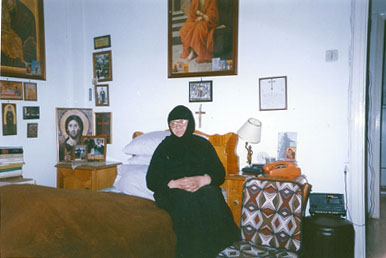
Sestra Patapia
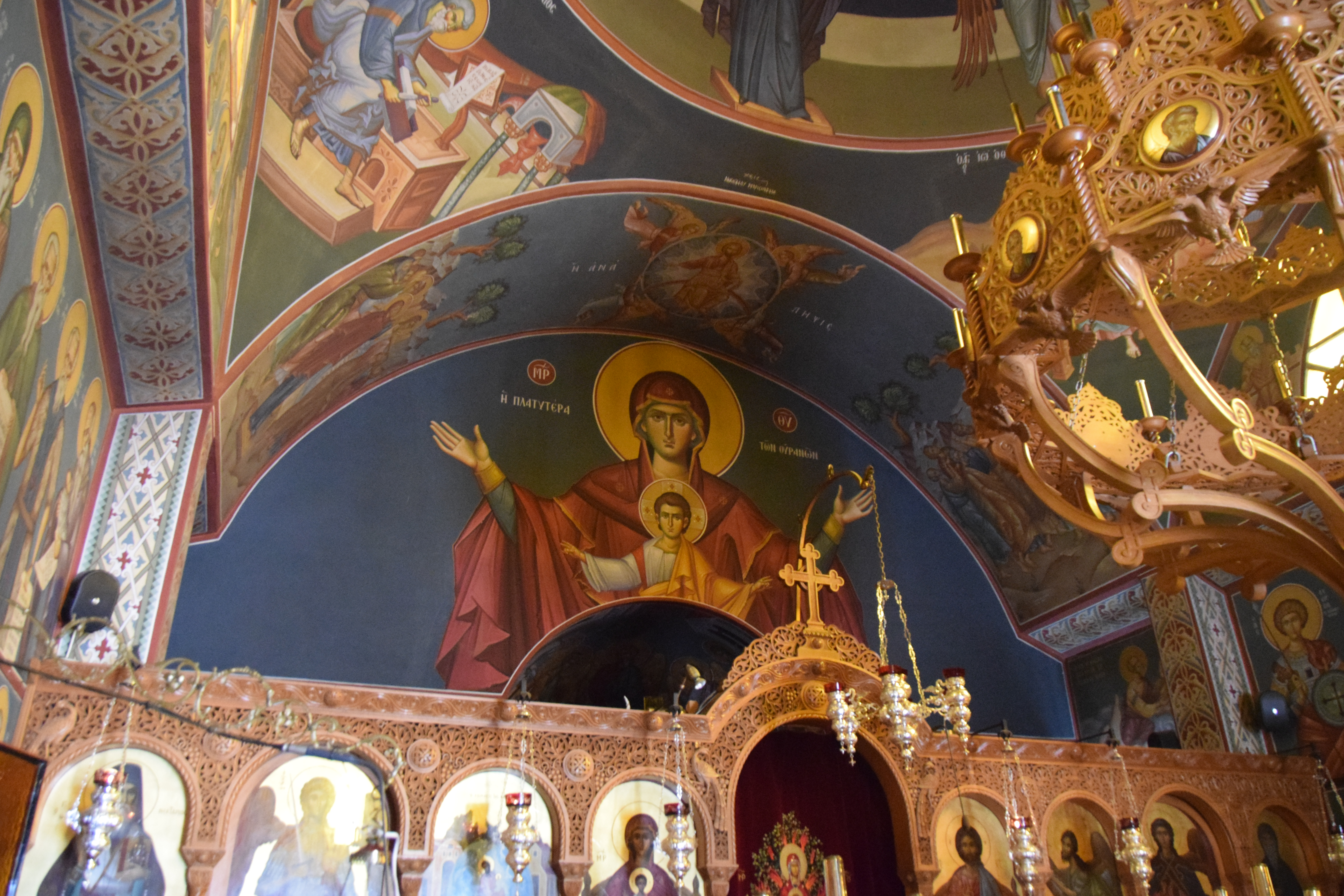
Monastýr sv. Patapia, chrám Panny Marie